# قلعة الشونة
أكتُشفت قلعة الشونة الأثرية الواقعة في مدينة جدة في عام 2022م أثناء إزالة بعض المباني الشعبية تحديداً في منطقة البلد بالقرب من شارع قابل أحد الأسواق التاريخية والذي يعود لعام 1516ميلادي، وهي أحد القلاع المندثرة، والتي تعد من أبرز واجهات البحر الأحمر للمدينة قبل 500 عام.
ترتبط القلعة بالسور والخندق في المدينة قديما وكانت تعد الواجهة البحرية في ذلك العام، حيث ظلت متماسكة بسبب وجود البنيان في الواجهة الغربية من القلعة.